# Платформа-М

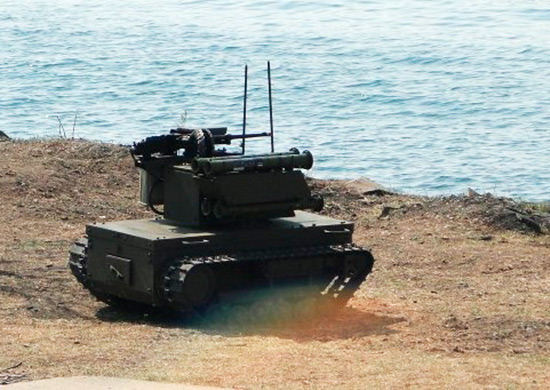
Платформа-М

Платформа-М — російський серійний роботизований комплекс, що являє собою універсальну самохідну гусеничну дистанційно-керовану платформу. Розроблено у ВАТ "НИТИ «Прогрес» на замовлення Міноборони РФ. Вперше широкому загалу продемонстровано на параді Перемоги в Калінінграді у 2015 році.

## Призначення
Призначений для розвідки ((у разі розміщення РЛС, тепловізорів, далекомірів, відеокамер, спецзасобів для виявлення різних речовин), виявлення та ураження різних цілей (при розміщенні кулеметів, гранатометів, ПТРК), вогневої підтримки військових підрозділів, патрулювання та охорони об'єктів. Може ставити димові завіси, дистанційне мінування та розмінування (при розміщенні мінного загороджувача або трала), доставляти вантажі на невеликі відстані, проводити аудіопропаганду (при розміщенні пристроїв відтворення та гучномовців).

### Переваги
- Теоретична основа. Зниження втрат та інші переваги, включно з перевагою над противником.
- Елементна база. Не надто висока ціна.

### Недоліки
- Теоретична основа. В умовах інтенсивної протидії телетанки практично марні навіть для епізодичного застосування. Що підтверджується їх вкрай обмеженим застосуванням протягом багатьох десятиліть. Погана «геометрична прохідність» навіть для великих зразків. Слабкі можливості щодо БПЛА при порівнянній і навіть більшій вартості.
- Елементна база. Нікчемність захисту. Мала прохідність та мобільність. Напівавтономні роботи з'явилися після 2000[2]. Жоден робот не може ухвалити ефективне рішення про дійсність бойової цілі до того, як його обстріляють.

## Тактико-технічні характеристики
Вага — не більше 800 кг
Корисне навантаження — до 300 кг
Дальність дії — до 1500 м
Швидкість — до 12 км/год
Прохідність — перешкоди висотою (глибиною) 210 мм, ухил не менше ± 25 градусів
Час безперервного руху броньованого по 3 класу захисту — не менше 10 годин
Габарити:
 — Довжина — не більше 1600 мм
 — ширина — не більше 1200 мм
 — Висота — не більше 1200 мм

## Бойове застосування
За інформацією ряду ЗМІ, роботизовані комплекси «Платформа-М» Росія використовувала під час військової операції в Сирії.
Згідно з українськими ЗМІ через брак бойової техніки російська армія збирається застосовувати їх у війні проти України.

## Історія сухопутних безпілотних платформ
Ще в 1929—1930 роках Радянський Союз провів випробування допрацьованого легкого французького танка «Рено-ФТ», на який була встановлена апаратура телеуправління. Після випробувань було ухвалено рішення про доцільність продовження розробки теми телеуправління по радіоканалу. Широку популярність подібні машини здобули знову вже після 2000 року.
Принципово всі платформи залежні, як і БПЛА, від оператора, і практично не володіють будь-яким мисленням. І не володіють алгоритмами самостійності на відміну від низки БПЛА важкого класу (втрата управління означає загибель машини). У 2007 в Південній Кореї розпочато розробку робота з уривчастими елементами самостійності для потреб прикордонної служби.
Очікується прийняття на озброєння низки сухопутних платформ. Деякі моделі використовувалися або використовуються за кордоном.
У 2008 році з'явився робот, здатний ходити по рівній поверхні крокуючим способом.
- Росія /СРСР різні комплекси ППО в плані ведення бойових дій є повністю автоматизованими та самостійними. Людина тільки підтверджує команду на обстріл цілі. На відміну від аналогів за кордоном. Але такі роботи не мають жодного відношення до сухопутних роботів.
- США. Робот-пес для перевезення вантажів, програма згорнута після випробувань в Афганістані в бойових умовах. Проведена успішна спроба дообладнання колони машин і їхнього руху дорогою в колоні та умовно самостійно в дружньому середовищі.[11] Сукупні бойові втрати різних роботів склали близько 300 і було врятовано близько 500 життів солдатів у бойових умовах Афганістану та Іраку.[12]
- Ізраїль. Відносно велика машина для потреб прикордонної служби, власна поведінка на маршруті, прилади спостереження та озброєння.[13] Використовується дуже обмежено тривалий час в умовах затяжного збройного конфлікту низької інтенсивності. Самостійно рухомий і автономний бойовий робот створений, але для дій на морі.[14]